# Vesht
Vesht (persiska: وِشت) är en ort i Iran.   Den ligger i provinsen Hamadan, i den nordvästra delen av landet, 300 km sydväst om huvudstaden Teheran. Vesht ligger 1 896 meter över havet och antalet invånare är 231.
Terrängen runt Vesht är huvudsakligen kuperad, men söderut är den platt. Runt Vesht är det ganska tätbefolkat, med 248 invånare per kvadratkilometer. Närmaste större samhälle är Nahāvand, 10,4 km nordväst om Vesht. Trakten runt Vesht består i huvudsak av gräsmarker.